# Consonne spirante latérale dentale voisée
La consonne spirante latérale dentale voisée est un son consonantique présent dans certaines langues. Le symbole dans l'alphabet phonétique international est [l̪], composé du symbole pour une consonne spirante latérale alvéolaire voisée, diacrité par le symbole indiquant une dentale.

## Caractéristiques
Voici les caractéristiques de la consonne spirante latérale dentale voisée :
- Son mode d'articulation est spirant, ce qui signifie qu'elle est produite en amenant un point d'articulation près d'un autre, sans toutefois créer une turbulence dans le courant d'air.
- Son point d’articulation est dentale, ce qui signifie qu'elle est articulée avec la langue sur les dents inférieures ou supérieures, ou les deux.
- Sa phonation est voisée, ce qui signifie que les cordes vocales vibrent lors de l’articulation.
- C'est une consonne orale, ce qui signifie que l'air ne s’échappe que par la bouche.
- C'est une consonne latérale, ce qui signifie qu’elle est produite en laissant l'air passer sur les deux côtés de la langue, plutôt que dans le milieu.
- Son mécanisme de courant d'air est égressif pulmonaire, ce qui signifie qu'elle est articulée en poussant l'air par les poumons et à travers le chenal vocatoire, plutôt que par la glotte ou la bouche.

## En français
Le français ne possède pas le son [l̪].

## Dans les autres langues
On la trouve en hongrois et en espagnol.